# Зогович, Радован
Радован Зогович (серб. Радован Зоговић; 19 августа 1907 года ― 5 января 1986 года) ― сербский черногорский поэт и партийный деятель.

## Биография
Родился в Машнице, Плав, на северо-востоке Черногории 19 августа 1907 года. Перед Второй мировой войной он жил в Скопье, Загребе и Белграде, работал литературным критиком и учителем средней школы и вступил в Коммунистическую партию Югославии. Его первый сборник стихов «Глинени голуби» («Глиняные голуби», 1937) был запрещен к изданию в королевской Югославии.
Он присоединился к партизанам в 1941 году, а после Второй мировой войны некоторое время был одной из самых видных фигур в югославском правительстве, возглавляя отдел пропаганды Коммунистической партии Югославии. Автор нескольких программных и полемических статей и критических замечаний с точки зрения догматического реального социализма (На попришту, «На сцене», 1948). Он был исключен из Союза коммунистов и помещен под домашний арест в 1948 году в связи с расколом между Тито и Сталиным. Его обвинили в том, что он сталинист, а также в черногорском национализме .
В конце 1960-х Зогович был частично реабилитирован, и в этот период были опубликованы его лучшие произведения: сборники стихов Prkosne strofe («Дерзкие строфы», 1947), Žilama za kamen («Вены для скалы»), Artikulisana riječ («Высказанное слово», 1965), Lično, sasvim lično («Личное, очень личное»), Noć i pola vijeka («Ночь и полвека», 1978) и Knjaževska kancelarija («Княжеская канцелярия»). Также он написал роман « Pejsaži i nešto se dešava» («Пейзаж и что-то происходит», 1968). Его поэзия поначалу была очень социально ориентированной, критической и полемической по отношению к социальной реальности, в то время как в более поздних песнях преобладают описания пейзажей и мотивы родины и размышлений о молодости, течении времени и судьбе. Его стихи переведены на многие языки, и он сам переводил произведения русских, болгарских, турецких и македонских авторов, в том числе Владимира Маяковского, Анны Ахматовой и Назыма Хикмета.
Среди его близких друзей были сербский поэт Десанка Максимович и черногорский писатель Михайло Лалич . Он был членом Черногорской академии наук и искусств .
Умер от рака 5 января 1986 года в Белграде.
Его жена Вера (умерла в 2003 году) также была переводчиком с русского, а его дочь Мирка ― с итальянского.